# Baixa din Lisabona

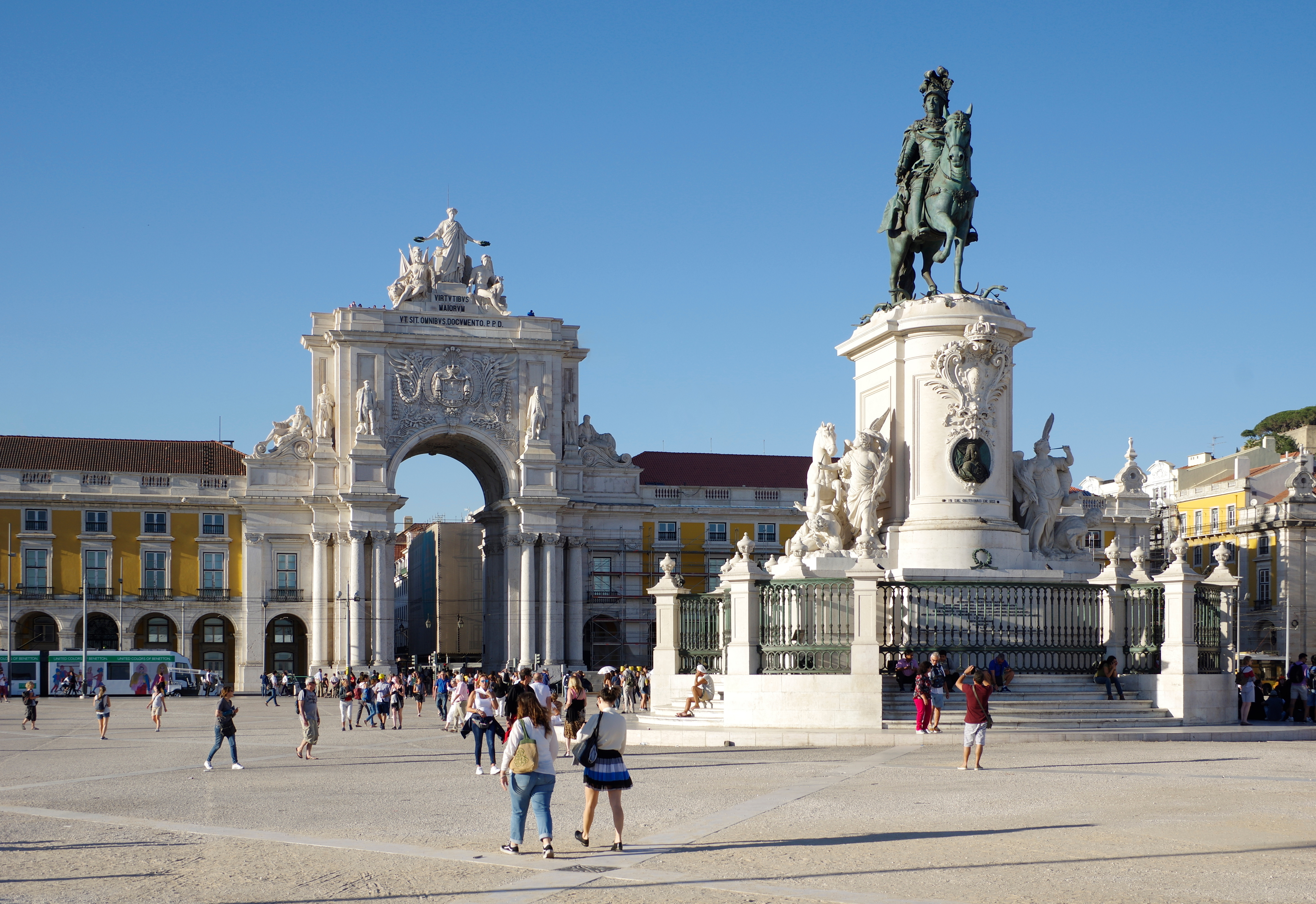
Terreiro do Paço

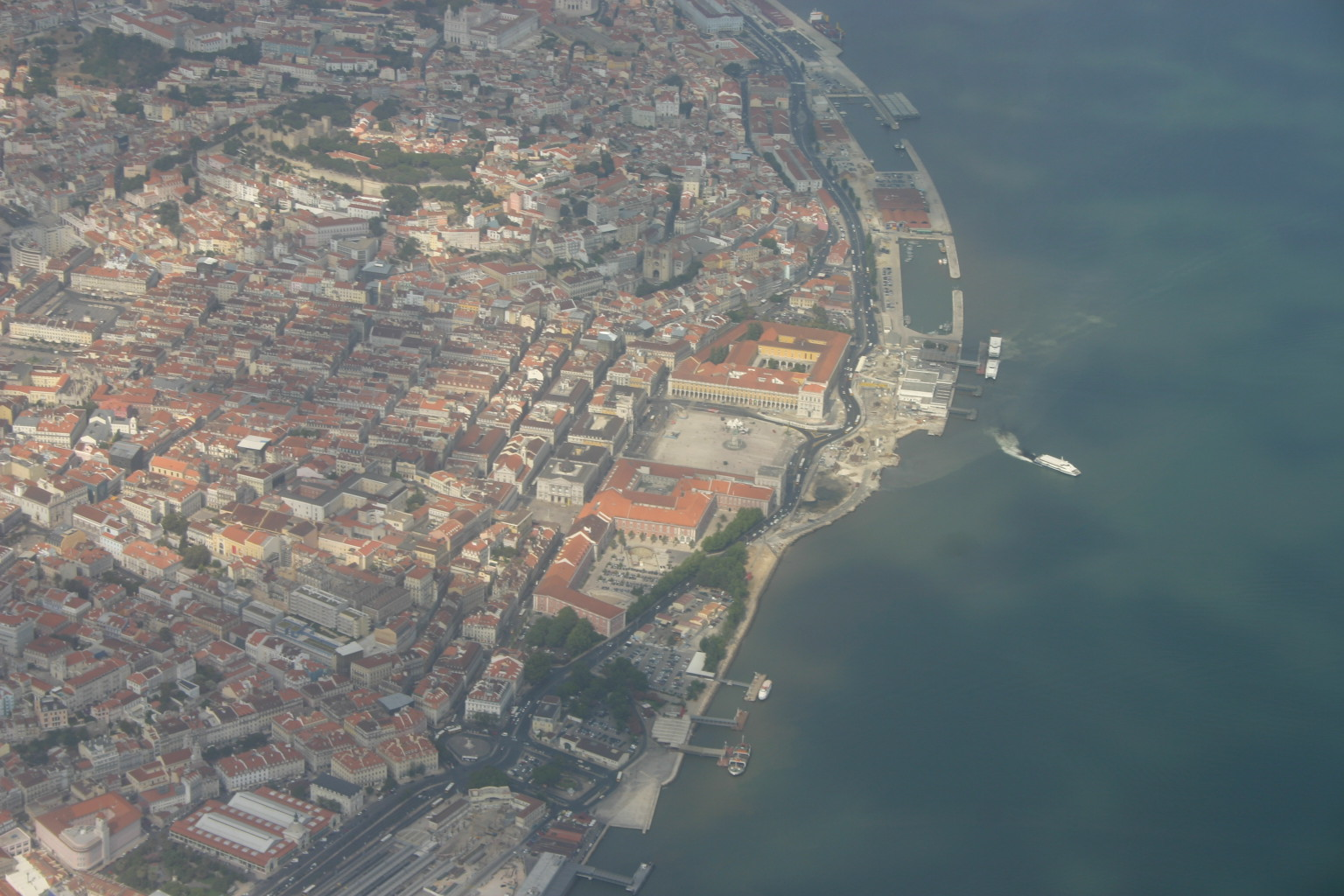
Vedere generală a Baixa Pombalina.

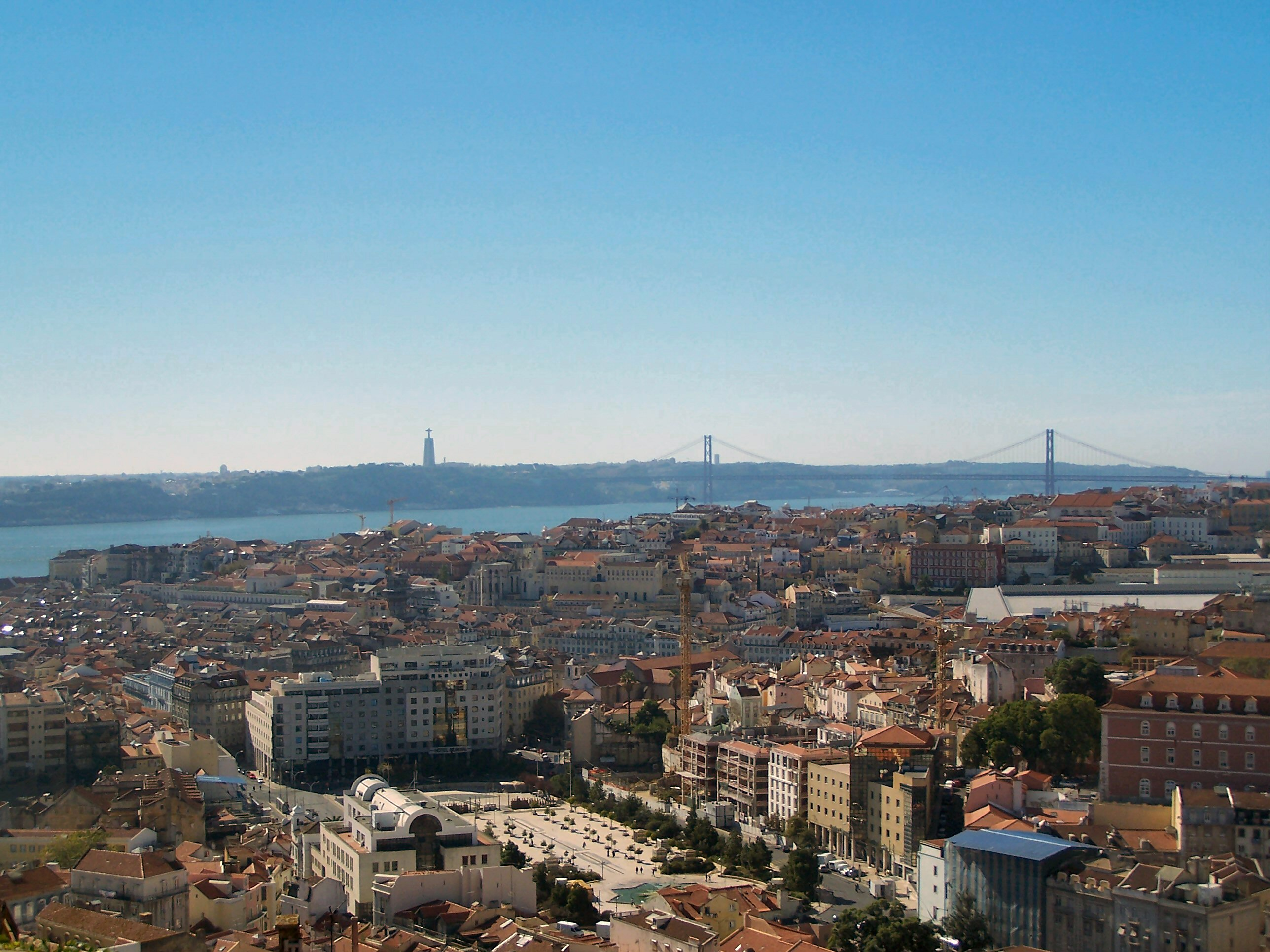
Vedere panoramică a Baixa Pombalina din punctul de belvedere Senhora do Monte.

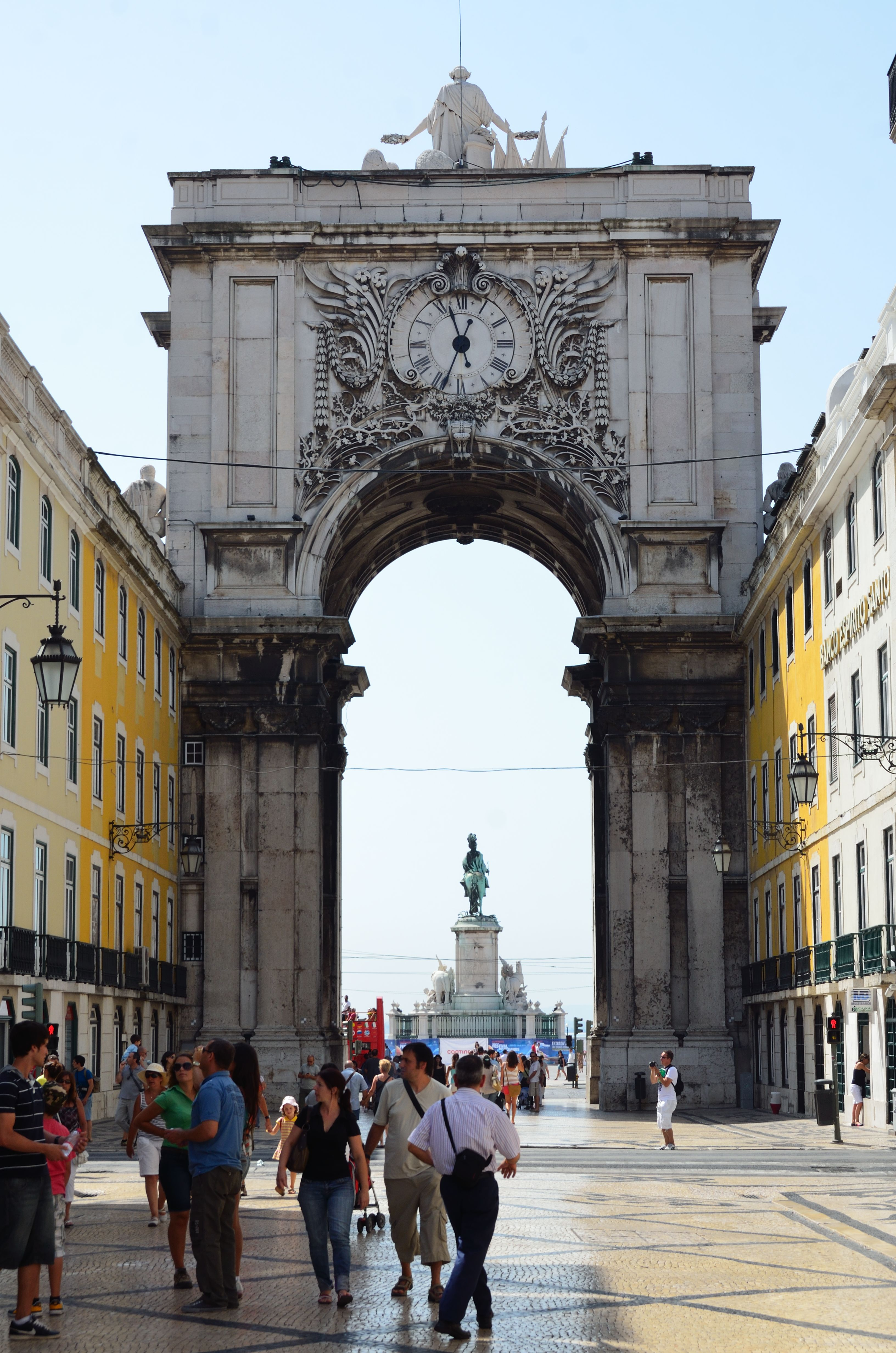
Rua Augusta.

Baixa, denumită și Baixa Pombalina sau Lisboa Pombalina deoarece a fost construită la ordinul Marchizului de Pombal după cutremurul din 1755, este un cartier situat în centrul istoric al Lisabonei, capitala Portugaliei. Baixa se întinde pe o suprafață de circa 255 de hectare. Cartierul este mărginit de Praça do Comércio, pe malul fluviului Tejo, de Rossio și Praça da Figueira, iar longitudinal de Cais do Sodré, Chiado și Carmo pe de o parte, și de Sé și colina pe care se află Castelul São Jorge pe de altă parte.
Baixa este situată complet pe teritoriul freguesiei Santa Maria Maior.

## Urbanism
Cartierul Baixa este format dintr-un set de străzi drepte și perpendiculare, dispuse la stânga și la dreapta unui ax central constituit de strada Rua Augusta. Clădirile au o arhitectură asemănătoare, cu spații comerciale la parter și mai multe etaje pentru locuit. Deschiderile și înălțimile plafoanelor erau uniforme, ceea ce a permis o construcție mai rapidă a clădirilor prin utilizarea elementelor prefabricate, precum în cazul zidăriilor cu ferestre, care au fost doar de două tipuri — unul pentru fațadele către strada principală, celălalt pentru fațada către străduțele secundare. În interiorul clădirilor, locuințele mai mici sunt situate la etajele inferioare și erau ocupate în general de proprietarii magazinelor de la parter, iar la etajele superioare se află locuințele mai spațioase, ocupate la acea vreme de cele mai nobile familii. Baixa Pombalina este caracterizată de clădiri monumentale, reprezentative pentru o nouă ordine socială care acorda prioritate claselor comerciale și financiare.
Clădirile sunt fundate pe piloți din trunchiuri de pin fixați în terenul aluvionar de sub nivelul pânzei freatice. La nivelul magazinelor, camerele sunt boltite cu arcade din piatră și acoperite cu gresie. Etajele superioare au fost construite cu una dintre caracteristicile remarcabile ale clădirilor din Baixa Pombalina, așa-numita „cușcă Pombalina” (în portugheză gaiola pombalina), o structură de armătură din lemn în interiorul zidăriei, proiectată să distribuie forțele seismice. Acestea sunt unele dintre primele exemple de construcții proiectate să reziste la cutremur. Modelele arhitectonice au fost testate prin utilizarea unor trupe în marș pentru a simula un cutremur.
Pentru a preveni și combate incendiile, toate clădirile au fost dotate cu puțuri de apă în holul de acces, iar zidurile despărțitoare ale clădirilor sunt mai înalte decât acoperișurile, cu scopul de a împiedica răspândirea focului (pereți antifoc).
Baixa a fost primul cartier dotat cu rețea de canalizare domestică, conductele colectoare fiind amplasate sub nivelul străzii.
Pe 7 decembrie 2004, statul portughez a propus candidatura cartierului pentru a fi inclus pe lista locurilor din Patrimoniul Mondial UNESCO, declarându-l superior zonelor sistematizate din Edinburgh, Torino și Londra. Mai mult, în documentul de înscriere a candidaturii se precizează că nici măcar planurile de reconstruire a Londrei după marele incendiu „nu implementează principii generale” precum acelea care au fost realizate în zona Baixa Pombalina. Candidatura Baixei a fost înscrisă oficial de UNESCO pe 31 iulie 2017, cu numărul de referință 6226.
Pe 24 decembrie 2012, cartierul Baixa a fost clasificat prin lege drept „ansamblu de interes public” (în portugheză Conjunto de Interesse Público — CIP) pe lista clădirilor și ansamblurilor de patrimoniu din Portugalia.

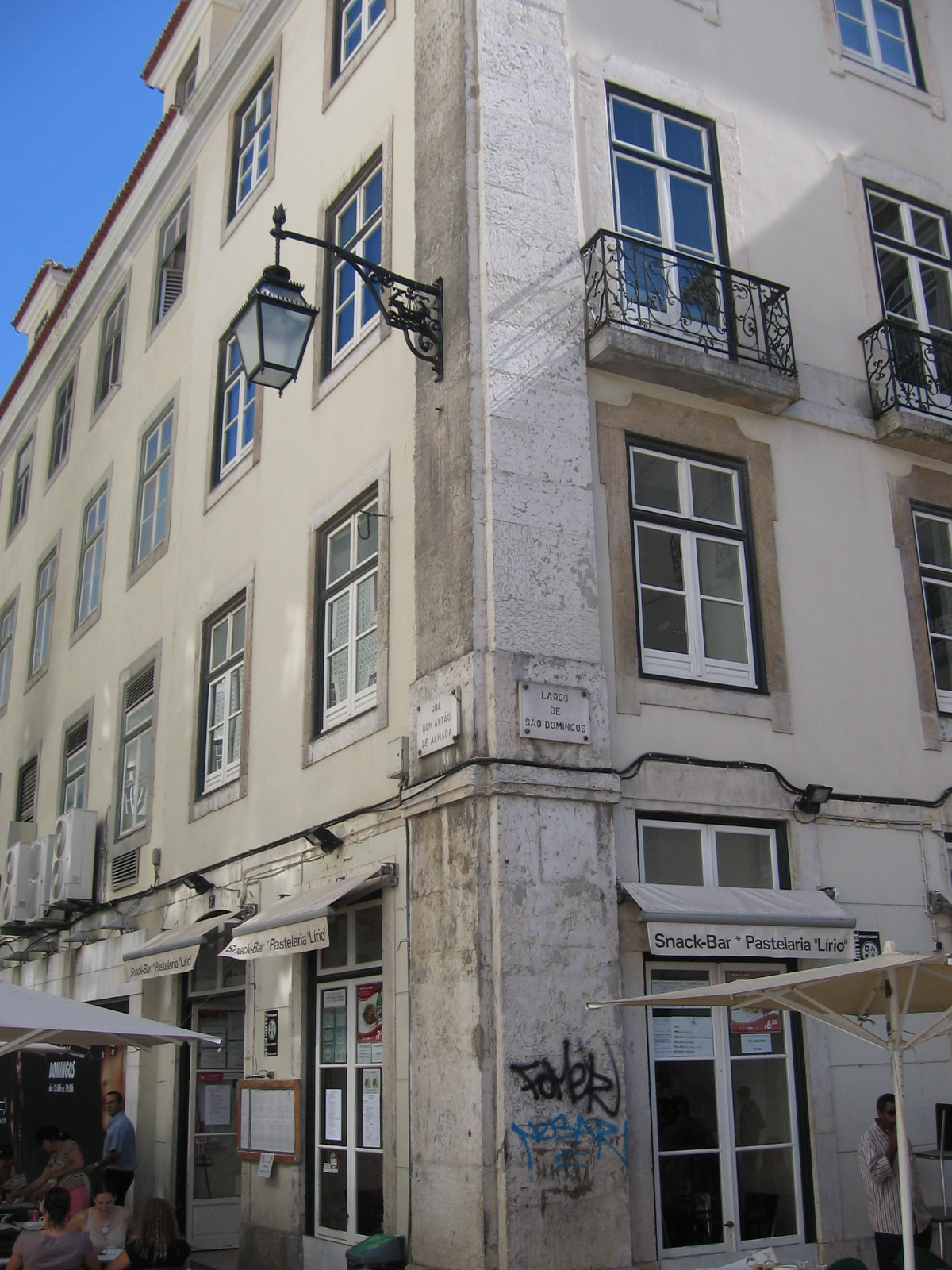
Clădire cu fațade către strada principală și o stradă secundară
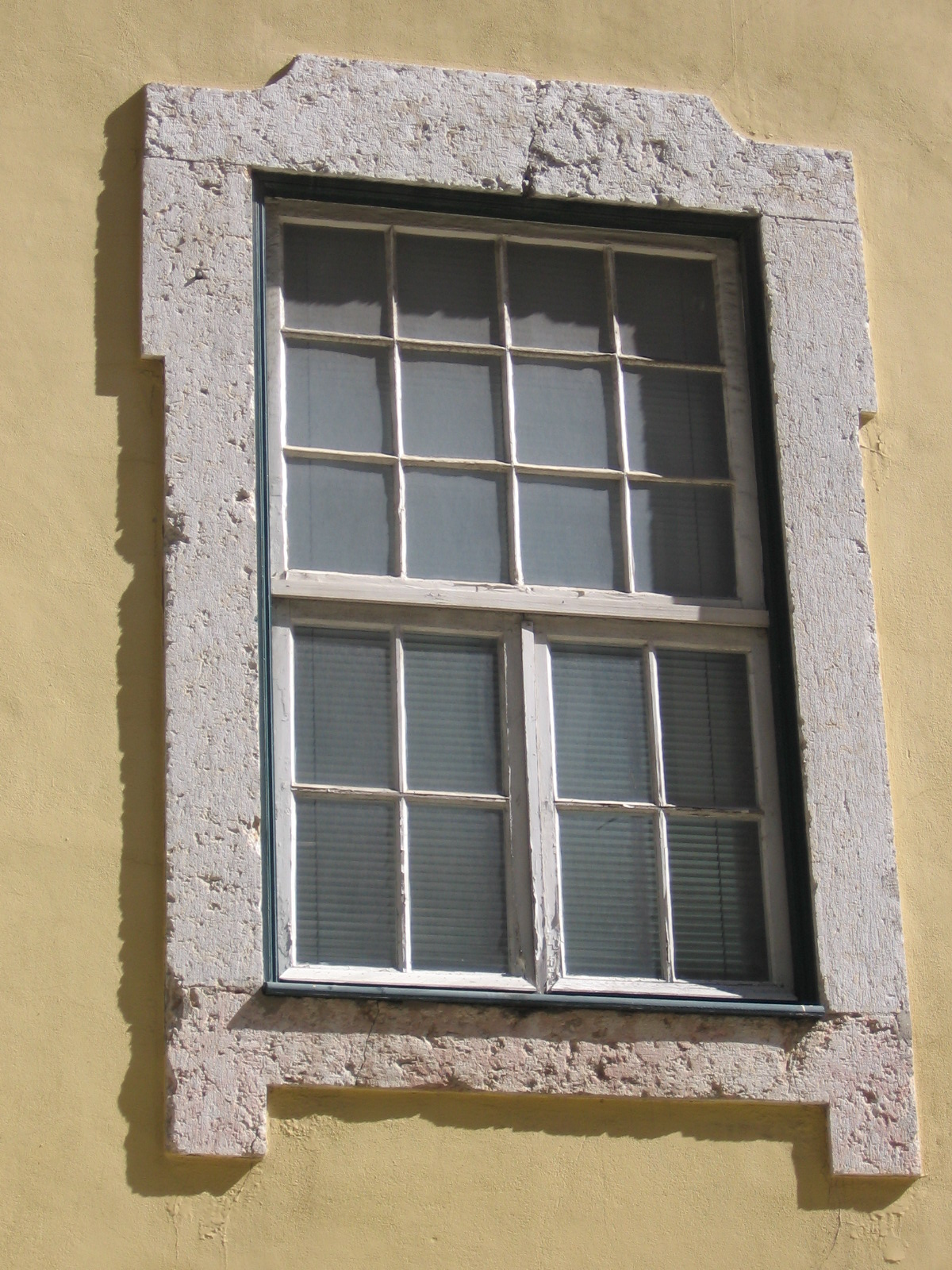
Brâu din piatră în jurul unei ferestre spre strada principală
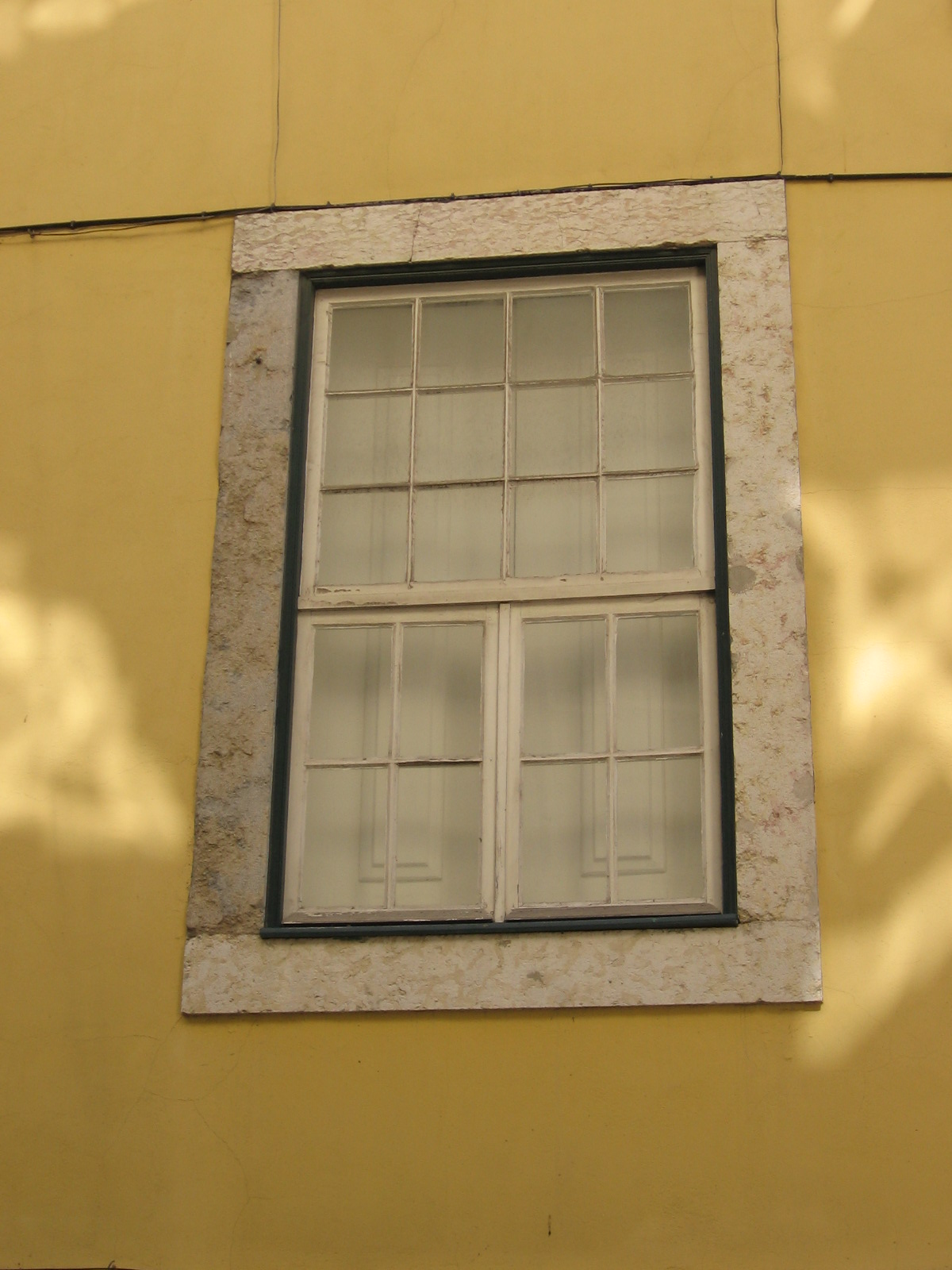
Brâu din piatră în jurul unei ferestre spre o stradă secundară

## Geomorfologie
Aria centrală a Baixei corespunde zonei plate rezultate prin umplerea aluvionară a vechiului estuar al Tagusului, în care se vărsau râurile (acum canalizate) Vale Pereiro și Arroios.

## Arheologie
În epoca romană, estuarul era centrul activităților portuare, sărării peștilor și producției de garum.
Diferitele faza ale evoluției estuarului și populării Baixa pot fi urmărite la Centrul Arheologic din Rua dos Correeiros (în portugheză Núcleo Arqueológico da Rua dos Correeiros) al Fundației Millennium bcp.